# Delias dixeyi
Delias dixeyi é uma borboleta da família Pieridae. Foi descrita por George Hamilton Kenrick em 1909. É encontrada na Nova Guiné (Montanhas Arfak).
A envergadura é de cerca de 42-45 milímetros. Os adultos não têm uma mancha vermelha abaixo da célula do lado de baixo dos membros posteriores, como a maioria das espécies neste grupo de espécies.